# مارك ميتشيل
مارك ميتشيل (بالإنجليزية: Mark Mitchell)‏ هو ضابط شرطة وسياسي نيوزلندي، ولد في 22 مايو 1968 في نيوزيلندا. حزبياً، نشط في الحزب الوطني في نيوزيلندا. وقد انتخب عضو مجلس النواب نيوزيلندا عن دائرة Rodney (New Zealand electorate) ‏ وقد انضم خلال فترته النيابية ‏ للكتلة البرلمانية الحزب الوطني في نيوزيلندا.